# Eleodes armata
Eleodes armata es una especie de escarabajo del género Eleodes, tribu Amphidorini, familia Tenebrionidae. Fue descrita científicamente por LeConte en 1851.

## Descripción
Mide 21,0-35 milímetros de longitud.

## Distribución
Se distribuye por Estados Unidos y México.